# Roccagloriosa
Roccagloriosa – miejscowość i gmina we Włoszech, w regionie Kampania, w prowincji Salerno.
Według danych na rok 2004 gminę zamieszkiwało 1725 osób, 41,1 os./km².